# Морель, Ракель
Ракель Морель (исп. Raquel del Rosario Ruiz Morell) (4 февраля 1959, Морелия, Мичоакан, Мексика) — известная мексиканская актриса.

## Биография
Родилась 4 февраля 1959 года в Морелии. В мексиканском кинематографе дебютировала в 1985 году и с тех пор снялась в 29 работах в кино и телесериалах. Телесериалы Дикая Роза, Моя вторая мама, Ничья любовь, Узурпаторша, Личико ангела, Истинная любовь и Два лица страсти оказались наиболее успешными в карьере актрисы, ибо указанные телесериалы были проданы во многие страны мира, и актриса вышла на мировой уровень, но наиболее популярной для мировых зрителей является роль её тёзки Ракель из телесериала Моя вторая мама. В 1998 году она единственный раз была номинирована на премию TVyNovelas, однако потерпела поражение Норе Салинас (третьей номинанткой на премию была Маргарита Исабель). В 2013 году был составлен рейтинг лучших актёров и актрис Мексики — Ракель Морель оказалась на 77-й строчке рейтинга из 100 возможных (победил — Себастьян Рульи).

## Личная жизнь
Ракель Морель вышла замуж за Фернандо Несме.

## Фильмография
1
Возлюбленный (сериал, 2017 – ...)
El bienamado ... Generosa Cienfuegos
2
Я тебя люблю, потому что люблю (сериал, 2013 – ...)
De que te quiero, te quiero ... Rosa
3
Настоящая любовь (сериал, 2012 – ...)
Amores verdaderos ... Tomasina Lagos
4
Возлюбленное сердце (сериал, 2011)
Amorcito Corazón ... Sor Ernestina
5
Триумф любви (сериал, 2010 – ...)
Triunfo del amor ... Norma
6
Когда я влюблен (сериал, 2010 – ...)
Cuando me enamoro ... Ágatha Beltrán
7
Сакатильо, место в твоём сердце (сериал, 2010)
Zacatillo, un lugar en tu corazón ... Carmen
8
Роза Гваделупе (сериал, 2008 – ...)
La rosa de Guadalupe ... Julia
9
Женщины-убийцы (сериал, 2008 – ...)
Mujeres asesinas ... Olga Mendoza
10
Два лица страсти (сериал, 2006 – 2007)
Las Dos Caras de Ana ... Rebeca
11
Sexo impostor (2005)
12
Пабло и Андреа (сериал, 2005)
Pablo y Andrea ... Ellen
13
Ноль на 4 (2004)
Cero y van 4 ... Teresa ('Vida Express)
14
Истинная любовь (сериал, 2003)
Amor real ... María Clara de Heredia
15
Класс 406 (сериал, 2002 – 2003)
Clase 406 ... Yolanda Bojórquez
16
Игра жизни (сериал, 2001 – 2002)
El juego de la vida ... Consuelo Duarte
17
Личико ангела (сериал, 2000 – 2001)
Carita de ángel ... Minerva Gamboa de Alvarado
18
Безумие любви (сериал, 2000)
Locura de amor ... Josefina Hurtado
19
Богиня любви (сериал, 1998)
Gotita de amor ... Bernarda
20
Эсмеральда (сериал, 1997)
Esmeralda ... Blanca De Velasco de Peñarreal
21
Бедная богатая девочка (сериал, 1995)
Pobre niña rica ... Carola
22
Мария Хосе (сериал, 1995)
María José ... Natalia
23
Волшебная молодость (сериал, 1992)
Mágica juventud
24
Ничья любовь (сериал, 1990)
Amor de nadie ... Gilda
25
Моя вторая мама (сериал, 1989)
Mi segunda madre ... Raquel
26
Дикая Роза (сериал, 1987 – 1988)
Rosa salvaje ... Paulina
27
Женщина, случаи из реальной жизни (сериал, 1985 – ...)
Mujer, casos de la vida real
28
Договор со смертью (1985)
Contrato con la muerte ... (в титрах: Raquel Morrell)

### Не указанные в титрах
29
Узурпаторша (сериал, 1998 – ...)
La usurpadora